# Fritz Beske

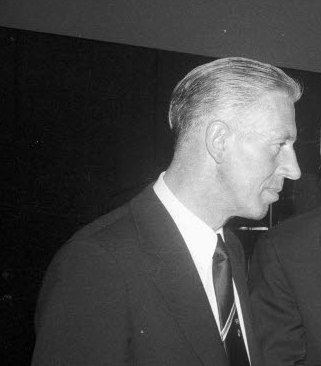
Fritz Beske (1973)

Fritz Beske (* 12. Dezember 1922 in Wollin, Pommern; † 26. März 2020) war ein deutscher Arzt, Gesundheitspolitiker und Politikberater.

## Leben und Wirken
Fritz Beske, Sohn des praktischen Arztes Fritz Beske und dessen Frau Klara in Wollin, legte seine Abiturprüfung in Neustettin ab und war danach bei der Kriegsmarine eingesetzt, zuletzt als Offizier bei der U-Bootwaffe. Nach der Kriegsgefangenschaft arbeitete Beske ein Jahr lang als Bergmann im Ruhrgebiet.
1946 begann Beske ein Studium der Humanmedizin an der Universität Kiel. Dort wurde er 1949 zum Vorsitzenden des Allgemeinen Studentenausschusses AStA gewählt. 1951 folgten das medizinische Staatsexamen und die Promotion zum Dr. med. 1952 wurde Beske wissenschaftlicher Assistent am Hygiene-Institut der Universität Kiel. 1954 ging er an die Universität Michigan in Ann Arbor in den USA und erwarb dort den Abschluss Master of Public Health, um 1955 wieder an das Institut in Kiel zurückzukehren. Im selben Jahr wurde er Mitglied der CDU. Er war Facharzt für Öffentliches Gesundheitswesen.
1958 wurde Beske Referent in der Gesundheitsabteilung des Innenministeriums in Schleswig-Holstein. 1961 bis 1964 war er Internationaler Beamter im Europäischen Büro der WHO in Kopenhagen. 1965 kehrte er nach Kiel zurück und wurde Leiter der Gesundheitsabteilung im Innenministerium in Schleswig-Holstein, 1971 bis 1981 Staatssekretär im Sozialministerium. 1973 verlieh die Medizinische Fakultät der Universität zu Lübeck Beske eine Honorarprofessur.
1975 gründete Beske das „Institut für Gesundheits-System-Forschung Kiel“ (IGSF) als gemeinnützige Stiftung. Von da an war er auch Direktor dieses Instituts. 1987 erfolgte die Gründung der IGSF Institut für Gesundheits-System-Forschung Kiel GmbH für Auftragsforschung. Seit 2001 waren Stiftung und Institut getrennt. Die Stiftung IGSF wurde 2002 in „Fritz Beske Institut“ für Gesundheits-System-Forschung Kiel umbenannt. Von 1983 bis 2004 war das Institut Kooperationszentrum der WHO. Das Institut gab eine eigene Schriftenreihe heraus, in der mehr als 100 Bände erschienen sind. Schwerpunkt der Arbeit des IGSF war die Politikberatung im Gesundheitswesen. Nach dem Tod Beskes übernahm 2001 Dr. Jörg Weidenhammer die Geschäftsführung des Instituts. Im Jahr 2015 wechselte die IGSF den Standort von Kiel nach Dresden. Im Mai 2017 starb Weidenhammer überraschend im Alter von 69 Jahren. Mit dem Tod Weidenhammers enden auch die Aktivitäten des Instituts.
Beske veröffentlichte zahlreiche wissenschaftliche Publikationen. Von 1966 bis 2001 war er Schriftleiter der Zeitschrift „Das öffentliche Gesundheitswesen“ (Titel verändert in „Das Gesundheitswesen“). Ab den 1970er war der sog. „Beske“ über drei Jahrzehnte das Standardlehrbuch in der Ausbildung der Krankenpflege und wurde erst in den 1990er Jahren von den Standardlehrbüchern wie z. B. „Krankenpflege“ von Liliane Juchli oder dem Werk „Pflege heute“ aus dem Urban und Fischer Verlag abgelöst.
Als Beske nach 55 Jahren aktiver Berufstätigkeit auf dem 111. Deutschen Ärztetag in Ulm 2008 mit der Paracelsus-Medaille die höchste Auszeichnung der Deutschen Ärzteschaft verliehen bekam, hieß es in der Laudatio: „Als anerkannter Wissenschaftler analysiert er mit Kompetenz und Sachverstand die Struktur des Gesundheitssystems und ist so zu einem unentbehrlichen Politikberater geworden. […] Hat er sich darüber hinaus in zahlreichen haupt- und nebenamtlichen Funktionen gesundheitspolitisch engagiert“.
Beske beabsichtigte, mit seinem 90. Geburtstag im Dezember 2012 seine berufliche Tätigkeit zu beenden. Er war mehr als 60 Jahre mit seiner Frau Lore verheiratet. Aus der Ehe ging 1958 ein Sohn hervor, der ebenfalls Arzt wurde. Beske starb im März 2020 im Alter von 97 Jahren.

## Ehrungen und Auszeichnungen
- Verdienstkreuz am Bande des Verdienstordens der Bundesrepublik Deutschland (1976)
- Verdienstkreuz 1. Klasse des Verdienstorden der Bundesrepublik Deutschland (1986)
- Paracelsus-Medaille der deutschen Ärzteschaft (2008)
- Großes Verdienstkreuz des Verdienstordens der Bundesrepublik Deutschland (2012)
- Kaspar-Roos-Medaille des NAV-Virchow-Bunds[5]
- Dr.-med.-Harald-Titze-Ehrenmedaille der Privatärztlichen Verrechnungsstellen